# Premio David Scuola
Il premio David scuola è un premio cinematografico assegnato nell'ambito dei David di Donatello e destinato al miglior film votato, con apposito regolamento, da una giuria di giovani delle scuole. Dal 2004 è stato sostituito dal Premio David giovani.

## Albo d'oro
- 1997: Il ciclone, regia di Leonardo Pieraccioni
- 1998: La vita è bella, regia di Roberto Benigni
- 1999: La leggenda del pianista sull'oceano, regia di Giuseppe Tornatore
- 2000: Canone inverso - Making Love, regia di Ricky Tognazzi
- 2001: I cento passi, regia di Marco Tullio Giordana
- 2002: Vajont, regia di Renzo Martinelli
- 2003: La finestra di fronte, regia di Ferzan Özpetek